# Jan III Sobieski
Jan III Sobieski (Pools: Jan III Sobieski, Litouws: Jonas Sobieskis) (Olesko, 17 augustus 1629 – Wilanów, 17 juni 1696) was van 1674 tot zijn dood een van de meest opmerkelijke vorsten van het Pools-Litouwse Gemenebest, als koning van Polen en grootvorst van Litouwen. 

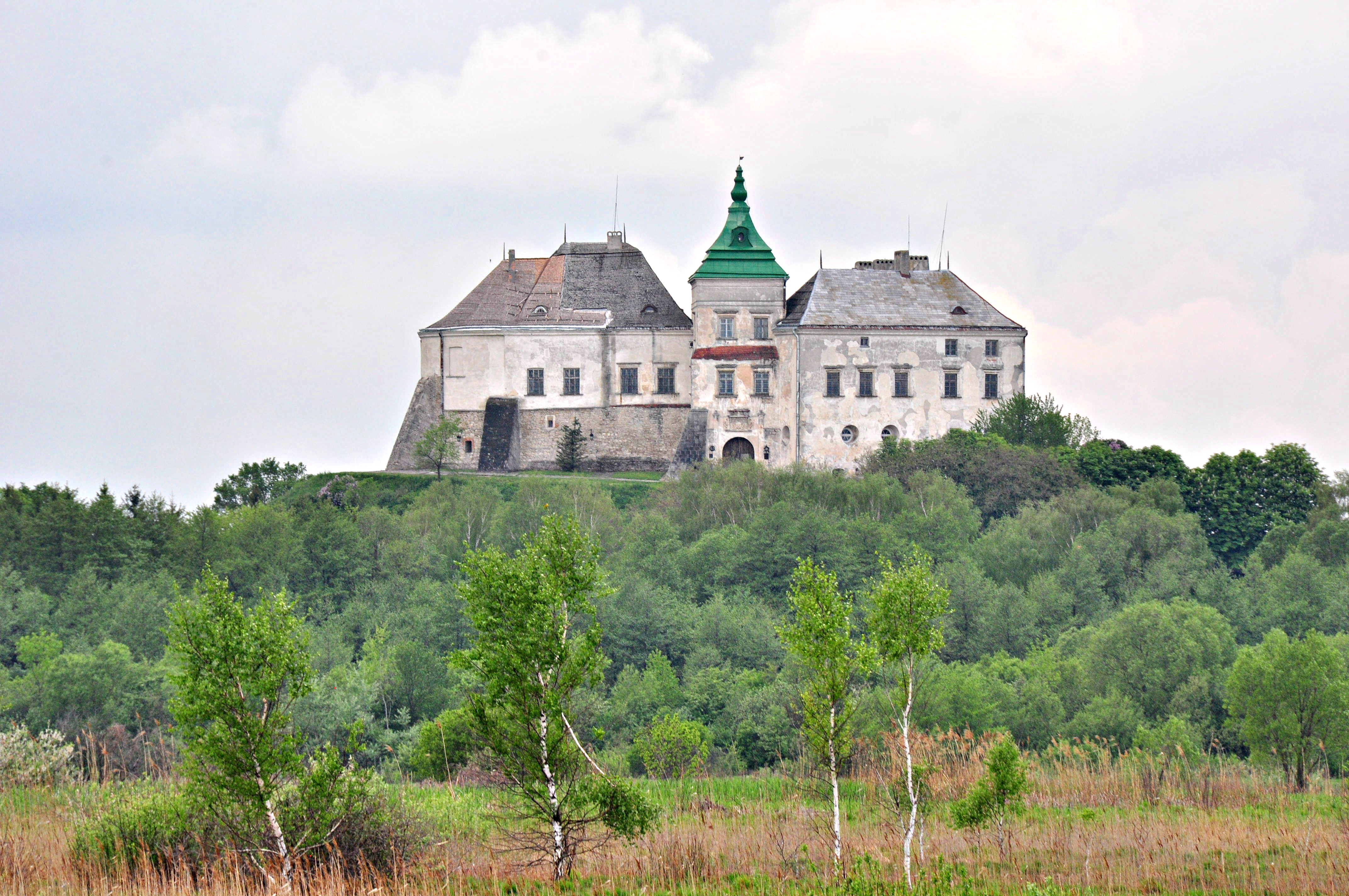
Burcht Olesko

## Biografie
Sobieski's 22 jaar durende heerschappij werd gekenmerkt door een periode van stabilisatie voor het Gemenebest, die broodnodig was na de onrust van de Zweedse Zondvloed en de Chmelnytsky-opstand. Hij was populair onder zijn onderdanen en hij was een bekwaam militair commandant, het meest bekend voor de overwinning op de Turken in het Beleg van Wenen in 1683. Na zijn overwinningen op het Ottomaanse Rijk werd hij door de Turken de "Leeuw van Lechistan" genoemd en door de paus werd hij gehouden voor de redder van het Europees christendom.
Tevens voerde genoemde paus bij deze gelegenheid het feest van de Heilige Naam van Maria in.
De astronoom Johannes Hevelius, die in dienst was van Sobieski, gaf een sterrenbeeld de naam Scutum Sobieski, Schild van Sobieski.
Sobieski werd als koning niet opgevolgd door zijn zoon Jacob Lodewijk, maar door Frederik August van Saksen.

## Huwelijk en kinderen
Sobieski huwde op 5 juli 1665 met de weduwe Marie Casimire Louise de la Grange d’Arquien (1641-1716). Uit dit huwelijk zijn 14 kinderen geboren, van wie er slechts 4 overleefden:
- Jacob Lodewijk Hendrik (1667 – 1737), kroonprins van Polen; ∞ (1691) Hedwig Elisabeth van Palts-Neuburg (1673 – 1722)
- een dochter (1669-1669)
- een dochter (1669-1669)
- Teresa Teofila Sobieska (1670-1670)
- Ludwiga Adelaida Sobieska (1671-1677)
- Barbelune Sobieska (1672-1677)
- een dochter (1673-1674)
- La Mannone Sobieska (1674-1675)
- Theresia Kunigunde Caroline (1676 – 1730); ∞ (1695) keurvorst Maximiliaan II Emanuel van Beieren (1662 – 1726)
- Alexander Benedictus (9 september 1677 – Rome, 19 november 1714)
- Constantijn Ladislaus (1 mei 1680 – Zjovkva, 28 februari 1726); ∞ (18 november 1708) Maria Józefa Wesslówna (ca 1685 – 4 januari 1762)
- Jan Sobieski Jr. (1683-1685)
- een dochter (1691-1692)
- een dochter (1694-1694)

## Voorouders
| Betovergrootouders           | Sebastian Sobieski (1486-1557) ∞ Barbara Giełczewska (1498-1536)                        | Paweł Gdeszyński ∞ Barbara Markuszowska                                                 | Stefan Snopkowski (1495-1531) ∞ Anna Firleyowna (1505-?)            | Jan Herburt (1505-1553) ∞ Anna Dubrowska (1517-1595)                | Jerzy Daniłowicz (1495-1540) ∞ Jadwiga Herburt (?-1557)             | Jan Tarło (1502-1572) ∞ Regina Malczycka (1527-1560)                | Stanisław Żółkiewski (1520-1588) ∞ Zofia Lipska (1520-1567)         | Jakub Herburt ∞ Katarzyna Wapowska                                  |
| Overgootouders               | Jan Wojciech Sobieski z Sobieszyna (1518-1564) ∞ Katarzyna Zofia Gdeszyńska (1531-1600) | Jan Wojciech Sobieski z Sobieszyna (1518-1564) ∞ Katarzyna Zofia Gdeszyńska (1531-1600) | Jakub Snopkowski (1530-1578) ∞ Anna Herburt (1535-?)                | Jakub Snopkowski (1530-1578) ∞ Anna Herburt (1535-?)                | Stanisław Daniłowicz (1520-1577) ∞ Katarzyna Tarło (1535-1582)      | Stanisław Daniłowicz (1520-1577) ∞ Katarzyna Tarło (1535-1582)      | Stanisław Żółkiewski (1547–1620) ∞ Regina Herburt (1566-?)          | Stanisław Żółkiewski (1547–1620) ∞ Regina Herburt (1566-?)          |
| Grootouders                  | Marek Sobieski (1550–1605) ∞ Jadwiga Snopkowska (1557-1589)                             | Marek Sobieski (1550–1605) ∞ Jadwiga Snopkowska (1557-1589)                             | Marek Sobieski (1550–1605) ∞ Jadwiga Snopkowska (1557-1589)         | Marek Sobieski (1550–1605) ∞ Jadwiga Snopkowska (1557-1589)         | Jan Daniłowicz (1570-1628) ∞ Zofia Żółkiewska (1590-1634)           | Jan Daniłowicz (1570-1628) ∞ Zofia Żółkiewska (1590-1634)           | Jan Daniłowicz (1570-1628) ∞ Zofia Żółkiewska (1590-1634)           | Jan Daniłowicz (1570-1628) ∞ Zofia Żółkiewska (1590-1634)           |
| Ouders                       | Jakub Sobieski (1590-1646) ∞ Zofia Teofillia Daniłowicz (1607–1661)                     | Jakub Sobieski (1590-1646) ∞ Zofia Teofillia Daniłowicz (1607–1661)                     | Jakub Sobieski (1590-1646) ∞ Zofia Teofillia Daniłowicz (1607–1661) | Jakub Sobieski (1590-1646) ∞ Zofia Teofillia Daniłowicz (1607–1661) | Jakub Sobieski (1590-1646) ∞ Zofia Teofillia Daniłowicz (1607–1661) | Jakub Sobieski (1590-1646) ∞ Zofia Teofillia Daniłowicz (1607–1661) | Jakub Sobieski (1590-1646) ∞ Zofia Teofillia Daniłowicz (1607–1661) | Jakub Sobieski (1590-1646) ∞ Zofia Teofillia Daniłowicz (1607–1661) |
| Jan III Sobieski (1629-1696) |                                                                                         |                                                                                         |                                                                     |                                                                     |                                                                     |                                                                     |                                                                     |                                                                     |